# Бехтина, Наталья Павловна
Ната́лия Па́вловна Бе́хтина (родилась в 1938 году) — советская и российская журналистка и радиоведущая.

## Биография
Наталья Бехтина родилась в 1938 году в Москве в семье журналистов.
В 1960 году окончила факультет журналистики Московского государственного университета имени М.В. Ломоносова. Трудовой стаж начала получать в газете, а в 1965 году пришла на радиостанцию «Юность», где и проработала до 1990 года: сначала в отделе комсомольской жизни, а затем в отделе художественного воспитания.
В 1990 году состоялся первый эфир радиостанции «Радио России», и его провела именно Наталья Бехтина.
Наталия Бехтина работала политобозревателем на «Радио России», где вела авторскую программу «От первого лица». 15 июля 2016 года программа «От первого лица» была закрыта. До 22 июля 2016 года выходили повторы этой программы.
С 20.09.2016 по 27.12.2016 раз в 2 недели выходила  программа «От первого лица. Хроники Союзного государства».
С 6 января 2018 ведет программу "Россия — Беларусь. Хроника Содружества".
С 6 октября 2018 возобновлен выход программы «От первого лица».

## Награды
- медаль «Защитнику свободной России» (1994)[2]
- медаль ордена «За заслуги перед Отечеством» II степени (2000)[3]
- Орден Дружбы (2006)[4]
- лауреат премии Союза журналистов Москвы
- знак "Отличник радио и телевидения"
- Ветеран труда